# Hans Parge

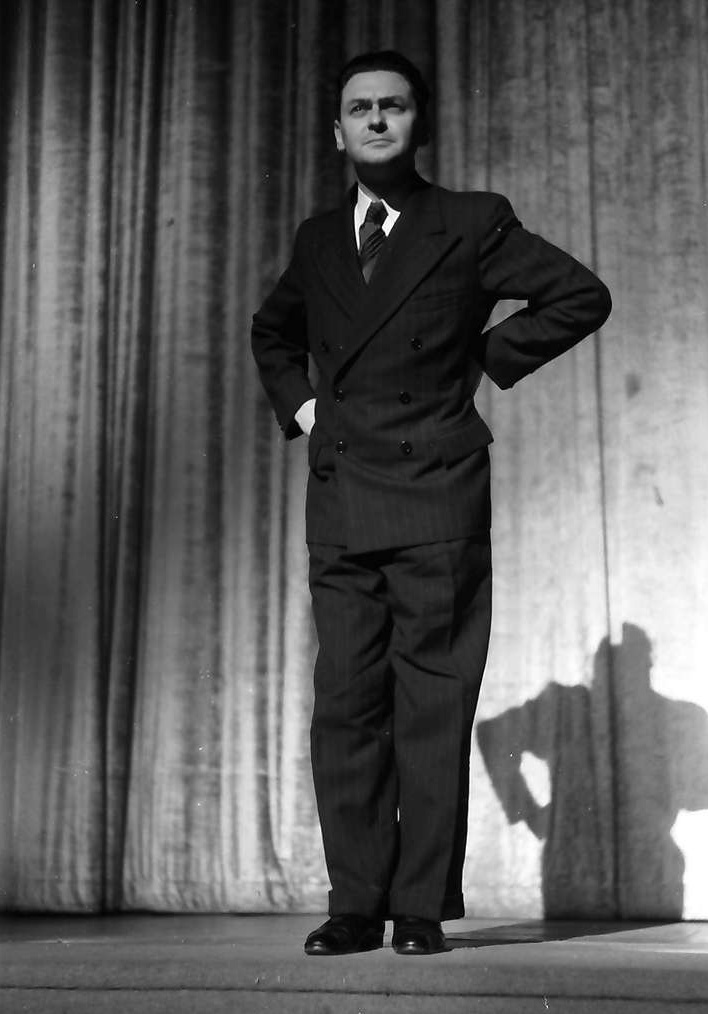
Hans Parge im Kabarett der Komiker, Oktober 1938

Hans Parge (* 15. Oktober 1902; † 3. Mai 1967) war ein deutscher Schauspieler und Conférencier.

## Leben
Hans Parge begann in den 1920er Jahren seine Theaterlaufbahn am Stadttheater in Bremen. Nach 12-jähriger Tätigkeit in Bremen wechselte er für drei Jahre nach Aachen. Im Anschluss folgte er einem Ruf des Schauspielers und Regisseurs Richard Handwerk an verschiedene Theater in Berlin. Im Nachkriegsjahr 1949 sind zudem Aufführungen im Hamburger Theater in Eppendorf nachweisbar.
In den 1930er Jahren arbeitete er auch als Conférencier. So sind 1938 Auftritte im Berliner Kabarett der Komiker zu verzeichnen.
Parge wirkte darüber hinaus in verschiedenen Filmproduktionen überwiegend in Nebenrollen mit. Darunter befand sich Helmut Käutners Romanze in Moll aus dem Jahr 1943 mit Marianne Hoppe, Paul Dahlke und Ferdinand Marian.  Er spielte aber auch 1939 in dem Kriminalfilm Die Frau ohne Vergangenheit in der Regie von Nunzio Malasomma mit Sybille Schmitz, Albrecht Schönhals und Hans Leibelt.
In den Nachkriegsjahren war er auch als Hörspielsprecher tätig.

## Filmografie (Auswahl)
- 1937: Vorsicht am Platze. Vorsicht, Vorsicht, Vorsicht! (Kurzfilm)
- 1937: Der Mann an der Wand (Kurzfilm)
- 1937: Herkules (Kurzfilm)
- 1937: Besuch in der Abendstunde (Kurzfilm)
- 1937: Fahndungsakte D.V.C. 452 – Ein Tatsachenbericht (Kurzfilm)
- 1938: Musketier Meier III
- 1938: Der Schein trügt (Kurzfilm)
- 1939: Die Frau ohne Vergangenheit
- 1940: Wenn Männer verreisen
- 1943: Romanze in Moll

## Hörspiele (Auswahl)
- 1949: Werner Jörg Lüddecke: Das Gesicht in der Nacht (Paschke) – Regie: Fritz Schröder-Jahn (Kriminalhörspiel, Kurzhörspiel – NWDR Hamburg)
- 1951: Charles Dimont: Karfreitag (Malachi) – Regie: Fritz Schröder-Jahn (Original-Hörspiel – NWDR Hamburg)
- 1952: Paul Schurek: Der Damm (Herr Mau) – Regie: Werner Perrey (Originalhörspiel, Dokumentarhörspiel – NWDR Hamburg)